# داركو راكا
داركو راكا هو لاعب كرة قدم بوسني في مركز الدفاع، ولد في 24 مايو 1977 في سراييفو في البوسنة والهرسك. لعب مع نادي ساراييفو ونادي سلوبودا توزلا ونادي سيريانسكا ونادي فاسالوندس.

## وصلات خارجية
- داركو راكا على موقع قاعدة بيانات كرة القدم.إي يو (الإنجليزية)
- داركو راكا على موقع عالم كرة القدم.نت (الإنجليزية)